# Wacław Bandurski
Wacław Michał Bandurski (ur. 28 sierpnia 1893 w Baligrodzie, zm. 1940 w Starobielsku) – polski malarz i poeta. 
W październiku 1914 zgłosił się na ochotnika do Legionów Polskich, po miesiącu wcielono go do I Brygady. Brał udział w kampanii węgierskiej w 1914, na Bukowinie i w Lubelskiem (1915), wołyńskiej 1916 i ponownie na Bukowinie w 1918. Podczas bitwy pod Kaniowem dostał się niewoli niemieckiej i został uwięziony w Brześciu, uwolniony po odzyskaniu przez Polskę niepodległości. Brał udział w wojnie polsko-bolszewickiej, po której otrzymał stopień porucznika (odznaczenie 1 maja 1920). Przez trzy lata pracował w wojskowych służbach kolejowych, po czym przeszedł do rezerwy i razem z rodziną osiadł w Łucku. Pracował jako urzędnik w starostwach w Lubomlu i w Łucku, w 1930 uczestniczył w kampanii wyborczej BBWR. W tym samym roku odznaczono go Medalem Dziesięciolecia Odzyskanej Niepodległości, a siedem lat później Krzyżem Niepodległości. W 1939 został zatrudniony w urzędzie województwa wołyńskiego w Łucku w charakterze podreferendarza. Po aresztowaniu w 1940 został uwięziony w obozie w Starobielsku i tam stracony.

## Oznaczenia
- Krzyż Walecznych (1921 i 1923)
- Medal Dziesięciolecia Odzyskanej Niepodległości
- Krzyż Niepodległości
- „De la Victorie”
- Odznaka II Brygady Legionów Polskich
- Krzyż Głównej Komendy Leg. Polskich
- Odznaka V Baonu Wojsk Kolejowych
- Pochwała pisemna Wojskowej Komendy Straży Granicznej Łuck
- Nagroda pieniężna Głównej Komendy Straży Granicznej